# Jorgo Pëllumbi
Jorgo Pëllumbi (Coriza, 15 luglio 2000) è un calciatore albanese, difensore del Debrecen.

## Carriera

### Club
Cresciuto nelle giovanili dello Skënderbeu, fa il suo debutto nella massima serie albanese nel 2018.
Il 16 settembre 2020 viene acquistato a titolo definitivo dalla squadra croata del Varaždin, con cui sottoscrive un contratto triennale con scadenza il 30 giugno 2023.

### Nazionale
Dopo aver precedentemente giocato con le nazionali giovanili albanesi Under-17 ed Under-19, debutta con la maglia della nazionale albanese Under-21 il 7 giugno 2019 nella partita valida per le qualificazioni all'Europeo 2021, pareggiata per 2 a 2 contro la Turchia Under-21.

## Statistiche

### Presenze e reti nei club
Statistiche aggiornate al 20 ottobre 2024.
| Stagione          | Squadra           | Campionato        | Campionato | Campionato | Coppe nazionali | Coppe nazionali | Coppe nazionali | Coppe continentali | Coppe continentali | Coppe continentali | Altre coppe | Altre coppe | Altre coppe | Totale | Totale |
| Stagione          | Squadra           | Comp              | Pres       | Reti       | Comp            | Pres            | Reti            | Comp               | Pres               | Reti               | Comp        | Pres        | Reti        | Pres   | Reti   |
| ----------------- | ----------------- | ----------------- | ---------- | ---------- | --------------- | --------------- | --------------- | ------------------ | ------------------ | ------------------ | ----------- | ----------- | ----------- | ------ | ------ |
| set. 2016         | Skënderbeu        | KS                | 0          | 0          | CA              | 1               | 0               | -                  | -                  | -                  | SA          | -           | -           | 1      | 0      |
| 2017-2018         | Skënderbeu        | KS                | 1          | 0          | CA              | 3               | 0               | UEL                | 0                  | 0                  | -           | -           | -           | 4      | 0      |
| 2018-2019         | Skënderbeu        | KS                | 15         | 0          | CA              | 6               | 0               | -                  | -                  | -                  | SA          | 0           | 0           | 21     | 0      |
| 2019-2020         | Skënderbeu        | KS                | 31         | 0          | CA              | 3               | 0               | -                  | -                  | -                  | -           | -           | -           | 34     | 0      |
| Totale Skënderbeu | Totale Skënderbeu | Totale Skënderbeu | 47         | 0          |                 | 13              | 0               |                    | 0                  | 0                  |             | 0           | 0           | 60     | 0      |
| 2020-2021         | Varaždin          | 1. HNL            | 24         | 0          | CC              | 2               | 0               | -                  | -                  | -                  | -           | -           | -           | 26     | 0      |
| 2021-gen. 2022    | Varaždin          | 2. HNL            | 10         | 0          | CC              | 2               | 0               | -                  | -                  | -                  | -           | -           | -           | 12     | 0      |
| gen.-giu. 2022    | Kukësi            | KS                | 17         | 0          | CA              | 0               | 0               | -                  | -                  | -                  | -           | -           | -           | 17     | 0      |
| 2022-2023         | Varaždin          | 1. HNL            | 31         | 0          | CC              | 2               | 0               | -                  | -                  | -                  | -           | -           | -           | 33     | 0      |
| 2023-gen. 2024    | Varaždin          | 1. HNL            | 14         | 1          | CC              | 1               | 0               | -                  | -                  | -                  | -           | -           | -           | 15     | 1      |
| Totale Varaždin   | Totale Varaždin   | Totale Varaždin   | 79         | 1          |                 | 7               | 0               |                    | -                  | -                  |             | -           | -           | 86     | 1      |
| gen.-giu. 2024    | Debrecen          | NB1               | 3          | 0          | CU              | 1               | 0               | -                  | -                  | -                  | -           | -           | -           | 4      | 0      |
| 2024-2025         | Debrecen          | NB1               | 8          | 1          | CU              | 1               | 0               | -                  | -                  | -                  | -           | -           | -           | 9      | 1      |
| Totale Debrecen   | Totale Debrecen   | Totale Debrecen   | 11         | 1          |                 | 2               | 0               |                    | -                  | -                  |             | -           | -           | 13     | 1      |
| Totale carriera   | Totale carriera   | Totale carriera   | 154        | 2          |                 | 22              | 0               |                    | 0                  | 0                  |             | 0           | 0           | 176    | 2      |

### Cronologia presenze e reti in nazionale
| Cronologia completa delle presenze e delle reti in nazionale ― Albania under 21 | Cronologia completa delle presenze e delle reti in nazionale ― Albania under 21 | Cronologia completa delle presenze e delle reti in nazionale ― Albania under 21 | Cronologia completa delle presenze e delle reti in nazionale ― Albania under 21 | Cronologia completa delle presenze e delle reti in nazionale ― Albania under 21 | Cronologia completa delle presenze e delle reti in nazionale ― Albania under 21 | Cronologia completa delle presenze e delle reti in nazionale ― Albania under 21 | Cronologia completa delle presenze e delle reti in nazionale ― Albania under 21 |
| Data                                                                            | Città                                                                           | In casa                                                                         | Risultato                                                                       | Ospiti                                                                          | Competizione                                                                    | Reti                                                                            | Note                                                                            |
| ------------------------------------------------------------------------------- | ------------------------------------------------------------------------------- | ------------------------------------------------------------------------------- | ------------------------------------------------------------------------------- | ------------------------------------------------------------------------------- | ------------------------------------------------------------------------------- | ------------------------------------------------------------------------------- | ------------------------------------------------------------------------------- |
| 7-6-2019                                                                        | Istanbul                                                                        | Turchia under 21                                                                | 2 – 2                                                                           | Albania under 21                                                                | Qual. Europeo Under-21 2021                                                     | -                                                                               | 76’                                                                             |
| Totale                                                                          |                                                                                 | Presenze                                                                        | 1                                                                               |                                                                                 | Reti                                                                            | 0                                                                               |                                                                                 |

## Palmarès

### Club

#### Competizioni nazionali
- Campionato albanese: 1

Skënderbeu: 2017-2018
- Coppa d'Albania: 1

Skënderbeu: 2017-2018
- Supercoppa d'Albania: 1

Skënderbeu: 2018